# François-Xavier Chambé
Pour les articles homonymes, voir Chambe.
François-Xavier Chambé est un homme politique français, membre du Conseil des Cinq-Cents, né le 16 juin 1748 à Ensisheim et mort le 25 décembre 1813 à Soultz-Haut-Rhin.

## Biographie
François-Xavier Chambé naît le 16 juin 1748 à Ensisheim, ville où son père, Jean-George Chambé, est procureur. Après être devenu à son tour procureur à Ensisheim, il épouse le 26 avril 1784 à Soultz-Haut-Rhin Marie-Anne Larger. La même année il devient procureur fiscal survivancier dans cette ville.
Au début de la Révolution, François-Xavier Chambé est juge de paix dans le canton de Soultz. Il est élu au conseil des Cinq-Cents le 11 avril 1797, mais ses sympathies monarchistes lui valent d’en être exclu après le coup d'État du 4 septembre 1797. Il est ensuite arrêté le 22 février 1798 sous l’inculpation d’avoir correspondu avec des agents de l’étranger et placé en résidence surveillée à Soultz, puis à Colmar et enfin à Strasbourg. Ses ennuis judiciaires se poursuivront jusqu’à sa mort, bien qu’il ait quitte l’Alsace en 1807 pour Ronchamp, où il devient directeur des houillères. Il semble toutefois y être revenu par la suite, car il meurt à Soultz le 25 décembre 1813.